# Alessandro Tonucci
Alessandro Tonucci (ur. 23 kwietnia 1993 w Fano) – włoski motocyklista.

## Kariera
Tonucci zaczął karierę wyścigową od minibike'ów w 2005, od początku był wyróżniającym się zawodnikiem wśród 60 uczestników pucharu "Junior GP – Racing Dream" organizowanego wspólnie przez Aprilię, FIM i Motosprint. Dobre występy dały mu przepustkę do Mistrzostw Włoch 125 cm3, w których wywalczył tytuł wicemistrza sezonu 2009, Tonucci dostał też szansę podczas kilku rund MMŚ 2009 i 2010, jako dzika karta, za to w 2011 przejechał już wszystkie rundy wyścigowego kalendarza.
Włoch pozostał w 2012 z ekipą Team Italia FMI u boku Romano Fenatiego, większość sezonu miał jednak nieudaną i dopiero podczas Grand Prix Japonii zdołał wywalczyć pierwsze w karierze podium. Nie zmieniło to jego sytuacji wewnątrz teamu i musiał odejść do Caretta Technology, gdzie także nie radził sobie najlepiej, odszedł pod koniec roku i w 2014 wystartował z zespołem CIP Moto3, dosiadając motocykla Mahindry, z którym zajął 19. pozycję na koniec sezonu. W następnym sezonie na tym modelu nie zdobył punktów.

## Statystyki

### Sezony
| Sezon | Klasa | Motocykl  | Wyścigi | Wygrane | Podia | PP | Najsz. okr. | Pkt. | Msc. |
| ----- | ----- | --------- | ------- | ------- | ----- | -- | ----------- | ---- | ---- |
| 2009  | 125cc | Aprilia   | 3       | 0       | 0     | 0  | 0           | 0    | NS   |
| 2010  | 125cc | Aprilia   | 4       | 0       | 0     | 0  | 0           | 3    | 26   |
| 2011  | 125cc | Aprilia   | 16      | 0       | 0     | 0  | 0           | 12   | 25   |
| 2012  | Moto3 | FTR Honda | 17      | 0       | 1     | 0  | 2           | 45   | 18   |
| 2013  | Moto3 | Honda     | 13      | 0       | 0     | 0  | 0           | 6    | 26   |
| 2013  | Moto3 | FTR Honda | 13      | 0       | 0     | 0  | 0           | 6    | 26   |
| 2014  | Moto3 | Mahindra  | 18      | 0       | 0     | 0  | 0           | 20   | 19   |
| 2015  | Moto3 | Mahindra  | 17      | 0       | 0     | 0  | 0           | 0    | NS   |
| 2016  | Moto2 | Kalex     | 5       | 0       | 0     | 0  | 0           | 0*   | NS*  |
| Razem |       |           | 93      | 0       | 1     | 0  | 2           | 86   |      |

* – sezon w trakcie

### Starty
| Sezon | Klasa | Motocykl  | 1      | 2      | 3       | 4      | 5      | 6      | 7      | 8      | 9      | 10     | 11     | 12     | 13     | 14      | 15     | 16     | 17     | 18     | Poz. | Pkt. |
| ----- | ----- | --------- | ------ | ------ | ------- | ------ | ------ | ------ | ------ | ------ | ------ | ------ | ------ | ------ | ------ | ------- | ------ | ------ | ------ | ------ | ---- | ---- |
| 2009  | 125cc | Aprilia   | QAT    | JPN    | SPA     | FRA    | ITA 26 | CAT    | NED    | GER    | GBR    | CZE 23 | IND    | RSM 29 | POR    | AUS     | MAL    | VAL    |        |        | NS   | 0    |
| 2010  | 125cc | Aprilia   | QAT    | SPA    | FRA     | ITA 18 | GBR    | NED    | CAT    | GER    | CZE 18 | IND    | RSM 20 | ARA    | JPN    | MAL     | AUS    | POR 13 | VAL    |        | 26   | 3    |
| 2011  | 125cc | Aprilia   | QAT 22 | SPA 19 | POR DNS | FRA 26 | CAT 29 | GBR 20 | NED 23 | ITA 20 | GER 25 | CZE 19 | IND 23 | RSM 17 | ARA 14 | JPN 10  | AUS 16 | MAL 15 | VAL 13 |        | 25   | 12   |
| 2012  | Moto3 | FTR Honda | QAT NU | SPA 11 | POR 18  | FRA 14 | CAT 28 | GBR 16 | NED 22 | GER 16 | ITA 16 | IND 15 | CZE 10 | RSM 17 | ARA 12 | JPN 3   | MAL 17 | AUS 7  | VAL 14 |        | 18   | 45   |
| 2013  | Moto3 | Honda     | QAT 18 | AME 18 | SPA 18  |        |        |        |        |        |        |        |        |        |        |         |        |        |        |        | 26   | 6    |
| 2013  | Moto3 | FTR Honda |        |        |         | FRA 14 | ITA NU | CAT 16 | NED 25 | GER 26 | IND NU | CZE 12 | GBR NU | RSM 16 | ARA 27 | MAL DNS | AUS    | JPN    | VAL    |        | 26   | 6    |
| 2014  | Moto3 | Mahindra  | QAT 21 | AME 16 | ARG 13  | SPA 18 | FRA NU | ITA 7  | CAT 13 | NED 26 | GER 16 | IND NU | CZE 21 | GBR 22 | RSM 18 | ARA NU  | JPN 15 | AUS 14 | MAL 14 | VAL 21 | 19   | 20   |
| 2015  | Moto3 | Mahindra  | QAT 25 | AME 21 | ARG 25  | SPA NU | FRA NU | ITA 19 | CAT 17 | NED 21 | GER 24 | IND 16 | CZE 25 | GBR NU | RSM 22 | ARA 23  | JPN NU | AUS 16 | MAL NW | VAL NU | NS   | 0    |
| 2016  | Moto2 | Kalex     | QAT 21 | ARG 27 | AME 24  | ESP 19 | FRA 22 | ITA    | CAT    | NED    | GER    | AUT    | CZE    | GBR    | SMR    | ARA     | JPN    | MAL    | AUS    | VAL    | 0*   | NS*  |

* – sezon w trakcie